# Крисенко Тихон Костьович
Крисенко Тихон Костьович (Костянтинович) (14 червня 1880, село Микуличі, Речицький повіт, Мінська губернія, Російська імперія сьогодні Микуличі (Брагінський район)— 5.11.1937, Омська область, Російська РСР) — полковник Дієвої Армії УНР.

## Життєпис
Народився у селі Микуличі Речицького повіту Мінської губернії Російської імперії. Походив із сімʼї селян. Здобув освіту вдома.
У 1911 році в Черкасах одружився на Вінтель Лідії Євгенівній, уродженці села Петрівка Полтавської області, яка походила з сімʼї дворян. 
Закінчив Віленське військове училище у 1905 році. Станом на 1 січня 1910 року — поручик 2-го Зегржанського фортечного піхотного полку. У складі 299-го піхотного Дубненського полку брав участь у Першій світовій війні. З 28 жовтня 1917 року до 10 січня 1918 року був командиром 515-го піхотного Пінежського полку. Останнє звання у російській армії — полковник.
Отримав нагороди ордену Св. Станіслава 3ї та 2ї ступенів, св.Анни 3ї та 2ї ступенів з мечами та мечі до ордену Св. Станіслава. 
З 2 липня 1920 року — у резерві старшин Головного інтендантського управління Військового міністерства УНР, з 28 вересня 1920 року — приряджений до начальника Тилу Армії УНР. З 8 січня 1921 року — командир старшинської чоти при штабі Тилу Армії УНР.
Працював рахівником на цвяховому заводі, коли у 1937 році був заарештований під час операції за наказом НКВС СРСР № 00485 (Польська операція НКВС)  і відправлений до Сибіру. 5 листопада 1937 року в Омській області було винесено вирок комісією НКВС та прокурором СРСР: вища міра покарання . 27 липня 1957 р. дана постанова була відмінена Військовою колегією Верховного Суда СРСР та справа була закрита у зв'язку з відсутністю складу злочину. Реабілітований посмертно. 

### Родина
- Зять Дучкін Семен Степанович.